# Hamoaze

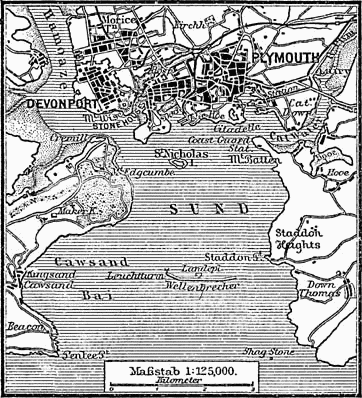
Le Plymouth Sound et l'Hamoaze sur une carte de 1888.

Le Hamoaze est un tronçon estuarien du fleuve Tamar, entre la rivière Lynher et le Plymouth Sound, en Angleterre.